# 카피스트렐로
카피스트렐로(이탈리아어: Capistrello)는 이탈리아 아브루초주 라퀼라도에 있는 코무네이다.